# Oliver Island (Antarktika)
Oliver Island ist die größte Insel in der Gruppe der Mica Islands vor der Fallières-Küste des Grahamlands auf der Antarktischen Halbinsel. Im südlichen Teil der Marguerite Bay liegt sie 10 km nordöstlich des Kap Jeremy gegenüber der Einfahrt zur Westbay.
Das Advisory Committee on Antarctic Names benannte sie 1977 nach David L. Oliver, Koch auf der Palmer-Station im antarktischen Winter 1972.